# Liste von Bahnhöfen in Kirgisistan
In der Liste von Bahnhöfen in Kirgisistan sind 25 von 28 Bahnhöfen in Kirgisistan aufgeführt.

## Liste
| Bahnhof       | Ort           | Bahnstrecke                                 | Eröffnung      | Sonstiges                                                | Anmerkungen | Bild |
| ------------- | ------------- | ------------------------------------------- | -------------- | -------------------------------------------------------- | ----------- | ---- |
| Alamüdün      | Bischkek      | Bischkek–Balyktschy                         |                |                                                          | [ 2 ]       |      |
| Balyktschy    | Balyktschy    | Bischkek–Balyktschy Balyktschy–Kara-Ketsche |                | Endpunkt der Bahnstrecke, abseits des Stadtzentrums      | [ 3 ]       |      |
| Belowodsk     | Belowodsk     | Lugowoi–Bischkek                            |                |                                                          | [ 4 ]       |      |
| Bischkek-1    | Bischkek      | Lugowoi–Bischkek Bischkek–Balyktschy        |                | Im Westen Bischkeks                                      | [ 4 ]       |      |
| Bischkek-2    | Bischkek      | Lugowoi–Bischkek Bischkek–Balyktschy        |                | Im Zentrum Bischkeks, Hauptbahnhof                       | [ 4 ]       |      |
| Bystrowka     | Kemin         | Bischkek–Balyktschy                         |                |                                                          | [ 4 ]       |      |
| Dschyl-Aryk   | Dschyl-Aryk   | Bischkek–Balyktschy                         |                |                                                          | [ 2 ]       |      |
| Dschalalabat  | Dschalalabat  | Kara-Suu–Kök-Dschanggak                     | 1932 oder 1928 | Bei der Staatlichen Universität, Abzweig zu einer Fabrik | [ 4 ] [ 5 ] |      |
| Dschel-Aryk   | Dschel-Aryk   | Bischkek–Balyktschy                         |                |                                                          |             |      |
| Iwanowka      | Iwanowka      | Bischkek–Balyktschy                         |                |                                                          | [ 2 ]       |      |
| Kant          | Kant          | Bischkek–Balyktschy                         |                |                                                          | [ 2 ]       |      |
| Kajyngdy      | Kajyngdy      | Lugowoi–Bischkek                            |                |                                                          | [ 4 ]       |      |
| Karabalta     | Karabalta     | Lugowoi–Bischkek                            | 1924           |                                                          | [ 2 ] [ 6 ] |      |
| Kara-Suu      | Kara-Suu      | Kara-Suu–Kök-Dschanggak Kara-Suu–Osch       |                |                                                          |             |      |
| Kok-Moinok    | Kok-Moinok    | Bischkek–Balyktschy                         |                |                                                          |             |      |
| Kökdschanggak | Kökdschanggak | Kara-Suu–Kök-Dschanggak                     |                | Stand 2008 außer Betrieb                                 | [ 7 ]       |      |
| Kysyl-Kyja    | Kysyl-Kyja    | Fargʻona–Kysyl-Kyja                         | 1926           |                                                          |             |      |
| Makajewka     | Sülüktü       | Proletarsk–Sülüktü                          |                |                                                          | [ 8 ]       |      |
| Osch-1        | Osch          | Kara-Suu–Osch                               | 1932           | Hauptsächlich Nutzung für Fracht, im Stadtzentrum        | [ 4 ] [ 9 ] |      |
| Osch-2        | Osch          | Kara-Suu–Osch                               | 1932           | Hauptsächlich Nutzung für Fracht, im Norden der Stadt    | [ 4 ] [ 9 ] |      |
| Schamaldysai  | Schamaldysai  | Kara-Suu–Kök-Dschanggak                     |                |                                                          |             |      |
| Schopokow     | Schopokow     | Lugowoi–Bischkek                            |                |                                                          | [ 4 ]       |      |
| Towarnaja     | Sülüktü       | Proletarsk–Sülüktü                          |                | Hauptbahnhof                                             | [ 8 ]       |      |
| Tasch-Kömür   | Tasch-Kömür   | Kara-Suu–Kökdschanggak                      |                | Außer Betrieb                                            | [ 10 ]      |      |
| Tokmok        | Tokmok        | Bischkek–Balyktschy                         |                |                                                          | [ 4 ]       |      |
| Tschymkorgon  | Tschymkorgon  | Bischkek–Balyktschy                         |                |                                                          |             |      |
| Wostotschnaja | Sülüktü       | Proletarsk–Sülüktü                          |                |                                                          | [ 8 ]       |      |